# Бладі-Фоллс
Бладі-Фоллс (англ. Bloody Falls) — каскад порогів на річці Коппермайн у західній частині Територіального парку Куглук/Бладі-Фоллс, на північному заході Канади (Нунавут).
Водоспад відомий за подією 1771 року, коли сталася різанина біля Бладі-Фоллс, а також як місце вбивства двох священиків, яке 1913 року скоїли Улоксак і Синнісіак — мисливці з народності мідних інуїтів.
Найближче село, Куглуктук, розташоване за 15,8 км від водоспаду.

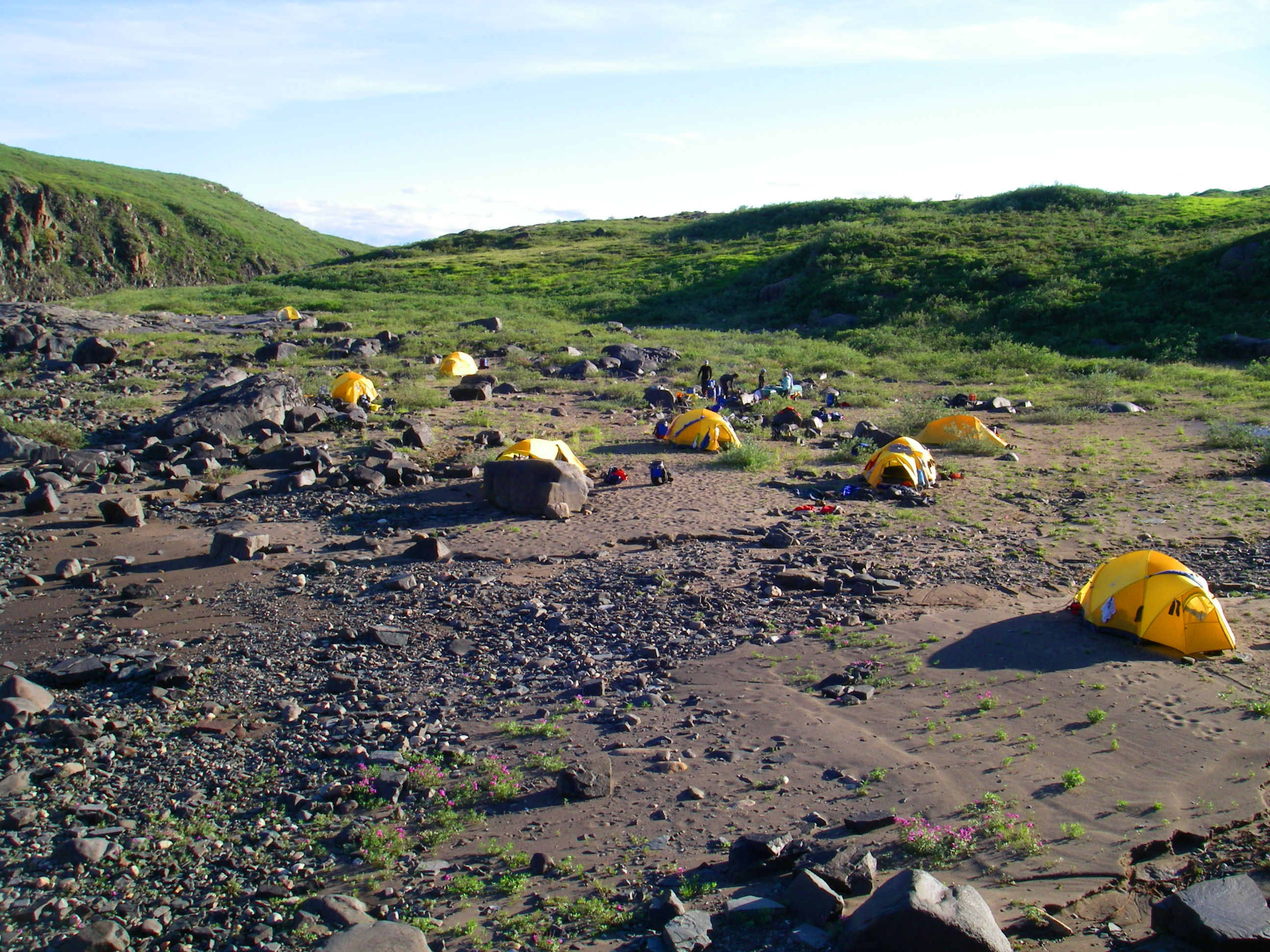
Стоянка туристів біля волоку навколо порогів

Протягом багатьох століть у цих районах проживали інуїти з підгрупи коглуктогміут.
1978 року північно-західна частина Територіального парку Куглук/Бладі-Фоллс набула статусу національного історичного місця Канади, оскільки там розташовані археологічні зони ділянок полювання та риболовлі, що належали представникам доколумбових цивілізацій (культури Пре-Дорсет) та інуїтам; вік залишків датується 1700 до н. е.